# Promachus xanthostoma
Promachus xanthostoma là một loài ruồi trong họ Asilidae. Promachus xanthostoma được Wulp miêu tả năm 1872. Loài này phân bố ở miền Australasia.